# Tetrachaete
Tetrachaete je rod jednogodišnjeg bilja iz porodice trava, dio je tribus Eragrostideae. Jedina vrsta je T. elionuroides iz tropske Afrike i juga Arapskog poluotoka
Naraste do 25 cm. visine.